# Отже, війна
«Отже, війна» (англ. This Means War) — романтична комедія, екшн випуску 2012 року режисера Макджі. Зіркові актори Різ Візерспун, Кріс Пайн і Том Гарді як жертви трикутника кохання, в якому два агенти ЦРУ і найкращі друзі (Пайн та Гарді) виявляють, що вони зустрічаються з однією жінкою (Візерспун).

## Сюжет
Агенти ЦРУ і найкращі друзі Франклін Фостер (Кріс Пайн) і Так Генсон (Том Гарді) прибувають до Гонконга, щоб перешкодити міжнародному злочинцю Гейнриху (Тіль Швайгер) отримати зброю масового знищення, але завдання йде косо, через загибель молодшого брата Генріха Джонаса (Клінт Карлетон) і Генріх клянеться помститись за нього. Для захисту агентів, їхній бос, Коллінз (Анджела Бассетт), переводить їх на паперову роботу по поверненні до Америки.
Франклін — бабій, прикривається легендою про капітана круїзного судна, а Так, який подає себе як агента з мандрів, має колишню дружину, Кеті (Ебігейл Спенсер) і сина, Джо (Джо Пол Руттон). Щоб підбадьорити свого друга, Франклін переконує його спробувати онлайн-службу знайомств. Трохи згодом, Так зацікавлюється панянкою на ім'я Лоран Скотт (Різ Візерспун), яка керує дослідженням продуктів, і нещодавно порвала з хлопцем. Під час короткого побачення, молоді знаходять спільну мову, після чого Лоран йде.
Зустрівши Лоран у кінопрокаті, Франклін починає загравати з нею, але вона зрозумів, що він бабій, незважає на нього і йде. Зацікавлений Франклін, під час показу одного з продуктів, все ж умовляє Лоран піти з ним на побачення. Спочатку Лоран намагається втекти з побачення, але зустрів свого колишнього цілує Франкліна, викликавши цим ревнощі. У Лоран виникає почуття ніяковості через зустрічі з двома чоловіками одночасно, але її найкраща подруга Тріш (Челсі Гендлер) умовляє її обрати одного з них.
Франклін і Так, невдовзі виявляють, що закохані в одну дівчину. Вони вирішують встановити певні правила, не казати їй про те, що вони знайомі, не заважати один одному спокушати її, не займатись з нею сексом. Хоча обидва одразу їх порушують, користуючись технологіями ЦРУ, щоб шпигувати за нею, з"ясувати все про її життя, дізнатись її характер, смаки і колишніх хлопців. Зрештою Франклін і Лоран займаються сексом, що майже вдається Таку, однак Лоран зупиняє його пославшись на відчуття ніяковості.
Одного разу Лоран запрошує Така на обід. Тим часом Франклін дізнається, що Генріх в Америці і збирається поквитатись із Таком. Франклін перериває побачення і попереджає Така про небезпеку, але той не вірить йому і починається бійка, під час якої Лоран дізнається, що вони друзі і їде разом з Тріш. Тут їх захоплює Генріх, з планом через них дістатись до Франкліна і Така.
Франклін і Так переслідують Гейнріха і рятують Тріш та Лоран. Під час перегонів вони показують, що вони агенти ЦРУ. За порадою Лоран вони розстрілюють фари броньованої автівки Генріха, через що спрацьовує повітряна подушка і автівка виходить з ладу. Франклін і Так стоять по різних боках дороги і кличуть Лоран до себе. Зрештою автівка падає з мосту і Генріх гине. Лоран стрибає на бік Франкліна, тут стає зрозумілим кого вона кохає. Невдовзі по тому Так мириться з Кеті і знов одружується з нею.
Через деякий час Франклін і Так на завданні мають стрибнути з парашутами з вантажного літака. Тут Франклін каже Таку, що вони з Лоран збираються одружитись і, що він займався сексом з Кеті до її знайомства з Таком, і не вважає його винним, що він займався сексом з Лоран. Розгніваний Так каже, що не займався сексом з Лоран, а тільки перевіряв ревність Франкліна і кидається на свого друга, після чого обидва вивалюються з літака.

## В ролях
- Різ Візерспун — Лорен Скотт
- Кріс Пайн — Франклін Делано Рузвельт
- Том Гарді — Так Генсон
- Челсі Гендлер — Тріш
- Тіль Швайгер — Генріх
- Лора Вандервурт — Брітта
- Розмарі Гарріс — Нана Фостер, бабуся Франкліна
- Ліла Саваста — Келлі
- Анджела Бассетт — Коллінз
- Ебіґейл Спенсер — Кетті
- Пану — тренер ЦРУ
- Патрік Сабонґуй — агент ЦРУ
- Джон Пол Руттан — Джо
- Дженні Слейт — Емілі
- Наташа Мальте — Ксенія

## Огляди
Фільм отримав загалом погані відгуки. Базуючись на 117 оглядах, він отримав 24 % «гнилих» очок на Rotten Tomatoes. Серед 34 провідних критиків, він має лише 24 % схвалення із спільним вироком, «Кар'єрна неприємність для всіх трьох головних акторів, Отже, війна гучний, незграбно зрежисований і ані романтичний, ані смішний.»